# Montresta
Montresta (sardisk: Montrèsta) er en by og en kommune (comune) i provinsen Oristano i regionen Sardinien i Italien. Byen ligger i 410 meters højde og har 489 indbyggere (2016). Kommunen har et areal på 31,16 km² og grænser til kommunerne Bosa, Padria og Villanova Monteleone.